# Marina Zoejeva
Marina Zoejeva (Wit-Russisch: Марина Зуева, 20 maart 1992) is een Wit-Russische schaatsster.
Zoejeva begon met schaatsen op haar zevende, in navolging van haar zus. Bij de Viking Race was ze in 2004 en 2006 al actief.
Het seizoen 2014/2015 is het seizoen van haar doorbraak. Ze debuteerde in december 2014 in Berlijn bij de wereldbekerwedstrijden en reed een hele reeks aan persoonlijke records. De gemaakte progressie werd in november 2014 beloond met de nationale allroundtitel. Ze nam in Minsk de titel over van Tatjana Michajlova die de voorgaande seizoenen kampioen van Wit-Rusland was geworden. Vervolgens werd ze ook aangewezen voor het EK allround. In Tsjeljabinsk debuteerde ze met een voor Wit-Russische begrippen uitstekende twaalfde plek. In 2019 eindigde ze bij de laatste acht op het WK Allround in Calgary met nationale records. Haar beste resultaat behaalde ze tijdens het WK afstanden het jaar daarop in 2020 op de 5000 meter met een vierde plek in 6.48,22 wat een nationaal record was.

## Persoonlijke records
| Afstand    | Tijd    | Datum            | Baan           |
| ---------- | ------- | ---------------- | -------------- |
| 500 meter  | 39,80   | 26 oktober 2018  | Minsk          |
| 1000 meter | 1.17,12 | 25 augustus 2017 | Calgary        |
| 1500 meter | 1.54,83 | 3 maart 2019     | Calgary        |
| 3000 meter | 3.55,73 | 9 maart 2019     | Salt Lake City |
| 5000 meter | 6.48,22 | 15 februari 2020 | Salt Lake City |

## Resultaten
| Jaar | EK allround             | WK Allround             | WK Afstanden                                      | Olympische Spelen                                           |
| ---- | ----------------------- | ----------------------- | ------------------------------------------------- | ----------------------------------------------------------- |
| 2015 | NC12 (11e, 12e, 14e, -) | NC21 (21e, 20e, 22e, -) | 14e 3000m 9e massastart                           |                                                             |
| 2016 | NC12 (10e, 11e, 14e, -) | NC21 (22e, 15e, 22e, -) | 19e 3000m 14e massastart                          |                                                             |
| 2017 |                         | NC19 (18e, 12e, 21e, -) | 14e 3000m 10e 5000m 6e massastart                 |                                                             |
| 2018 |                         |                         |                                                   | DQ 1500m 11e 3000m 7e 5000m 6e massastart                   |
| 2019 |                         | 7e (17e, 7e, 7e, 4e)    | 9e 3000m 9e 5000m 11e massastart                  |                                                             |
| 2020 |                         | NS3 (20e, 11e, DNS, -)  | 20e 1500m 9e 3000m 4e 5000m 8e massastart         |                                                             |
| 2021 |                         |                         | 12e 3000m 8e 5000m 7e massastart 6e achtervolging |                                                             |
| 2022 |                         |                         |                                                   | 23e 1500m 16e 3000m 9e 5000m 7e massastart 7e achtervolging |

(#, #, #, #) = afstandspositie op allroundtoernooi (500m, 3000m, 1500m, 5000m).
DQ = diskwalificatie voor bepaalde afstand